# Oberlandesgericht Bamberg

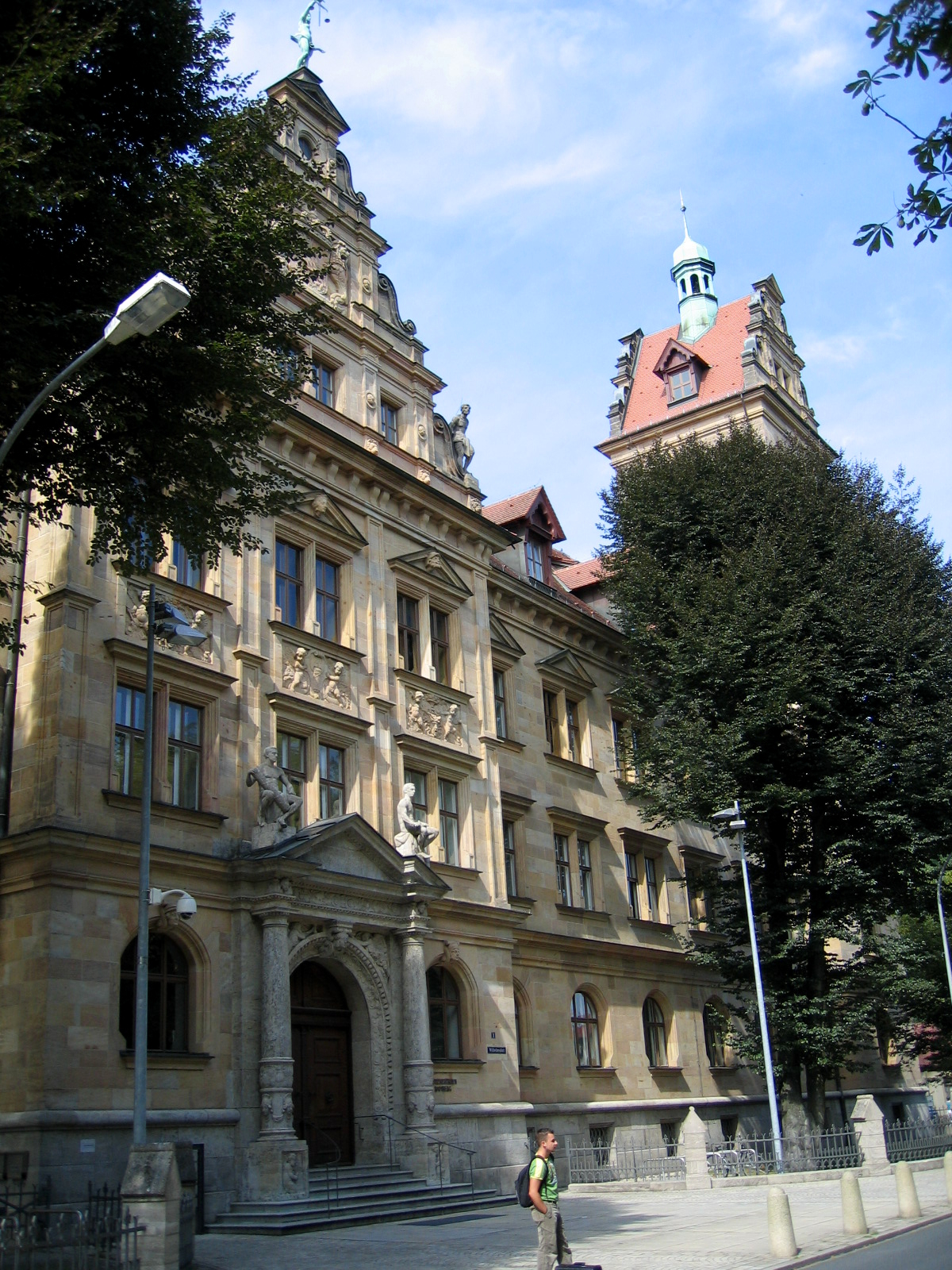
Justizgebäude (2005)

Das Oberlandesgericht Bamberg ist neben dem Oberlandesgericht München und dem Oberlandesgericht Nürnberg eines von drei bayerischen Oberlandesgerichten.

## Geschichte
Im Jahre 1803 wurde im Königreich Bayern das Hofgericht Bamberg als Berufungsgericht eingerichtet. Durch das Organische Edikt über die Gerichtsverfassung vom 24. Juli 1808, Teil III wurde es in ein bayerisches Appellationsgericht umgewandelt. Die Appellationsgerichte urteilten in Senaten mit jeweils fünf Mitgliedern. Im Jahre 1856 wurden die Appellationsgerichte zur Berufungsinstanz für die Entscheidungen der Bezirksgerichte. Im Jahre 1873 wurden die Appellationsgerichte für Ober- und Unterfranken in Bamberg zusammengefasst. Das Appellationsgericht Aschaffenburg wurde damit aufgelöst und seine Aufgaben dem in Bamberg übertragen.
Bis 1875 bestand am Appellationsgericht in Bamberg ein (mit protestantischen Richtern besetzter) Senat für streitige Ehesachen von Protestanten und Dissidenten. Im Jahre 1879 wurde das Appellationsgericht Bamberg mit dem Inkrafttreten des Deutschen Gerichtsverfassungsgesetzes in ein Oberlandesgericht umgewandelt.

## Gerichtssitz und -bezirk
Das Oberlandesgericht (OLG) hat seinen Sitz in Bamberg. Der Gerichtsbezirk umfasst die Regierungsbezirke Oberfranken und Unterfranken.
Im Bezirk des Oberlandesgerichts sind 2572 Rechtsanwälte und Syndikusrechtsanwälte zugelassen (Stand: 1. Januar 2023).

### Über- und nachgeordnete Gerichte
Dem Oberlandesgericht Bamberg ist als einziges Gericht der Bundesgerichtshof in Karlsruhe übergeordnet. Nachgeordnet sind dem Gericht die Landgerichte in Aschaffenburg, Bamberg, Bayreuth, Coburg, Hof, Schweinfurt und Würzburg mit den jeweils in ihren Bezirken gelegenen insgesamt 18 Amtsgerichten.

### Gerichtsgebäude

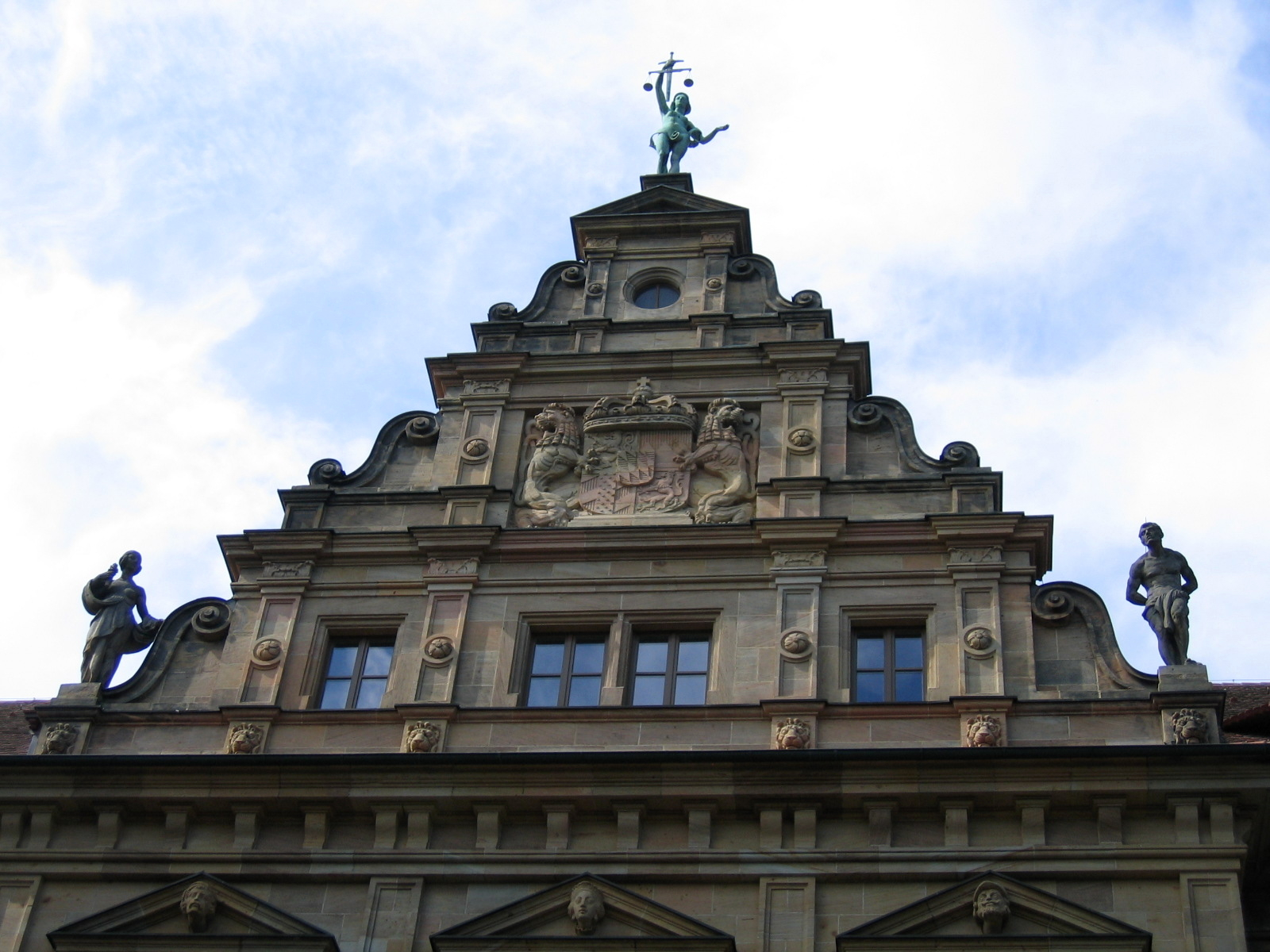
Giebel des Gerichtsgebäudes mit Justitia

Das OLG Bamberg ist zusammen mit dem Landgericht Bamberg im Justizgebäude am Wilhelmsplatz untergebracht. Das Gebäude wurde ab 1900 eigens als Gerichtsgebäude errichtet.

## Zuständigkeit
Das Gericht nimmt die ihm nach dem Gerichtsverfassungsgesetz zugewiesenen Aufgaben wahr, die insbesondere die Entscheidung über Rechtsmittel in Zivil- und Strafsachen umfasst.
Es bestehen beim OLG Bamberg 13 Senate:
- 12 Zivilsenate (2 davon zugleich Familiensenate, einer zugleich Fideikommisssenat, einer für Landwirtschaftssachen und einer für Baulandsachen)
- 1 Straf- und Bußgeldsenat

## Leitung
- 1932–1933: Hans Aul
- 1933–1938: Albert Heuwieser
- 1938–1939: Vakant (Vertreter: Vizepräsident Otto Stammler)
- 1939–1944: Ernst Dürig[4]
- 1945–1947: Lorenz Krapp
- 1947–1949: Thomas Dehler
- 1949–1950: Hermann Weinkauff
- 1950–1956: August Schäfer
- 1956–1962: Oskar Lechner
- 1963–1970: Franz Rehm
- 1970–1978: Johann Schütz
- 1978–1984: Franz Faber
- 1984–1994: Anton Kreuzer
- 1994–2002: Reinhard Böttcher
- 2002–2009: Michael Meisenberg
- 2009–2013: Peter Werndl
- 2013–2020: Clemens Lückemann
- 2020–2023: Lothar Schmitt
- seit 2023: Karin Angerer